# Fantascopi

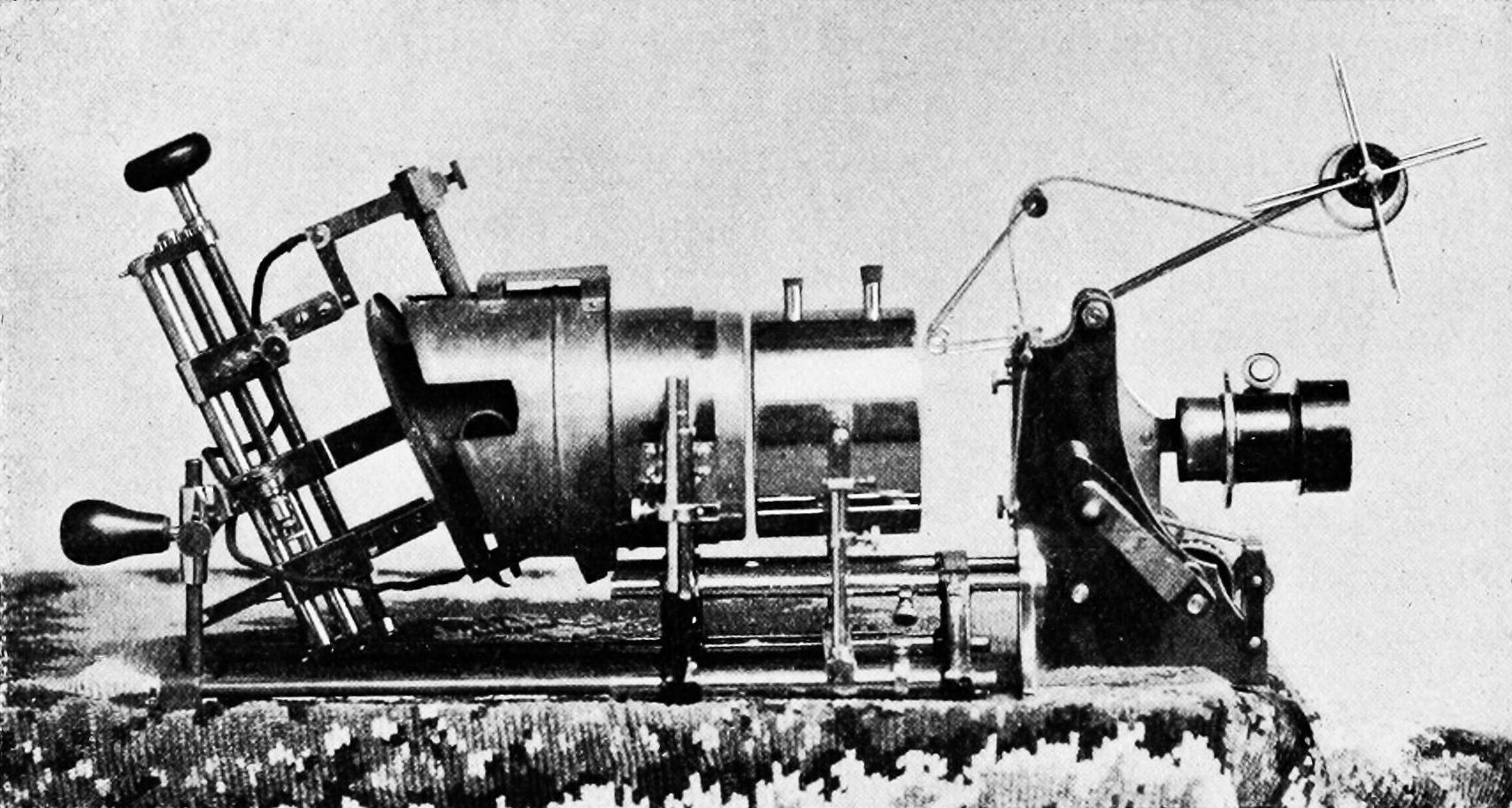
Fantascopi

El fantascopi (phantoscope o phantascope, en anglès) fou un invent de Charles Francis Jenkins (i Thomas Armat, segons aquest últim) que consistia en un sistema de projecció d’imatges en moviment. L’aparell es presentà al públic l’any 1895 a sales de projecció d’entrada pagada: aquestes demostracions foren les primeres projeccions cinematogràfiques pagades de la història.

## Funcionament
La màquina de Jenkin va ser el primer projector que aturava cada fotograma de la pel·lícula projectada per tal que aquest fos il·luminat el temps suficient abans d'avançar cap al següent. Aquesta acció el diferenciava del cinetoscopi d'Edison, que només repetia, en un bucle, imatges que conformaven una acció, una animació que s'observava a través de l'obturador de la càmera. El fantascopi, en interrompre's a cada fotograma, oferia el temps suficient perquè el cervell enregistrés una imatge clara, però reemplaçava cada fotograma de la seqüència amb una velocitat suficient per a produir una sensació de moviment suau i real. Aquest és el fonament en el qual s'ha basat l'evolució de la indústria cinematogràfica.

## Desenvolupament del fantascopi
Anys abans de l’èxit que representà el fantascopi, Jenkins ja havia estudiat diferents maneres d’aconseguir la projecció d’imatges en moviment, fent proves amb diversos suports (entre ells, cel·luloide a 1893).
A novembre de 1894, Jenkins va sol·licitar una patent per un invent, similar al kinetoscopi d’Edison, que permetia l’enregistrament i reproducció d’imatges en moviment. Aquest instrument, també anomenat fantascopi (Jenkins utilitzà aquesta denominació per vàries de les seves creacions), encara no disposava d’un projector, sinó que les imatges havien de ser observades a través d’un espiell. Aquell mateix mes Jenkins l’exposà la Fira d’Alimentació de Washington.
Poc després d’obtenir, finalment, la patent pel seu primer fantascopi, Jenkins va començar els seus estudis a Bliss School of Electricity, on conegué a Thomas Armat, qui es convertiria en el seu soci i col·laborador. Inicialment, el rol d’Armat estava limitat a l’aportació de capital, essent Jenkins l’únic encarregat dels invents; no obstant això, després que el seu primer intent no funcionés, Armat s'involucrà més al projecte, i ambdós homes treballaren conjuntament en el disseny de millores per l’invent. Fou el 28 d’agost de 1895 quan els inventors van sol·licitar conjuntament una patent pel fantascopi que avui es recorda. Aquest fantascopi el van presentar al públic un mes més tard a l’esdeveniment Cotton States Exposition, a Atlanta, Georgia, i en cobrar 25 cèntims estatunidencs per l’accés a les projeccions, les presentacions són considerades per alguns estudiosos l’origen del cinema com a indústria.

## Disputa legal i drets de l'invent
Durant les presentacions del fantascopi a Atlanta, la relació entre Jenkins i Armat es va anar tornant cada cop més tensa: les diferències entre ambdós homes foren accentuades per l’estrès de la situació (correspondència del període entre Jenkins i un amic mostra que els inventors sovint treballaven fins molt tard, preparant i reparant els materials) i per la insistència d’Armat en modificar el disseny de l’aparell per tal de reduir els danys que les projeccions causaven a les pel·lícules reproduïdes. La situació va empitjorar encara més a mitjans d’octubre quan Jenkins marxà a l’estat d'Indiana, a la seva població nativa de Richmond, amb un dels únics tres exemplars de fantascopi que tenien. Tot i que Jenkins va prometre que tornaria a Atlanta un parell de setmanes després, mai ho feu, i mentre ell era a Indiana (on va realitzar una demostració amb el fantascopi) un incendi a la fira d’Atlanta feu malbé un dels dos prototips restants, forçant a Armat a retornar a Washington.
Després de la seva separació, i aprofitant que el contracte original de col·laboració signat per Jenkins i Armat a març de 1895 declarava a Jenkins inventor i a Armat inversor, Jenkins volgué patentar el fantascopi de nou, aquesta vegada declarant-se l’únic inventor. Aquesta nova patent, però, contradeia la primera, on Jenkins i Armat havien estat enregistrats com cocreadors. Quan Jenkins hagué de defensar la seva demanda a judici a la tardor de 1896, l’home era tan obstinat que arribà a crear proves falses per donar suport a la seva història. En descobrir la il·legalitat, i estudiar el seu cas, l'Oficina de Patents denegà l’apel·lació de Jenkins.
També cal destacar que a desembre de 1897 Jenkins fou nominat per la medalla Elliott Cresson del Subcomitè de les Ciències i les Arts, un premi que implicava un gran reconeixement. Aquesta informació resulta rellevant perquè Armat va ser deliberadament ignorat quan es consideraren els possibles guanyadors: l’home fins i tot envià cartes de protesta al Subcomitè, acompanyades de la patent conjunta del fantascopi, però el Subcomitè en feu cas omís.
Tot i que els conflictes legals i personals entre ambdós homes es continuaren donant durant dues dècades, Jenkins va vendre la seva part de l’associació a T. Cushing Daniel i els seus drets del fantascopi a Armat, qui feu millores a l’aparell i el revengué a Thomas Alva Edison. Aquest últim va anomenar l’aparell millorat vitascopi, i el presentà al públic al Koster & Bial’s Music Hall de Broadway, a Nova York, l’any 1896.